# North Uist
North Uist (skotsk gaeliska Uibhist a Tuath) är en ö i Yttre Hebriderna i Skottland. Den största orten på North Uist är Lochmaddy. Vid folkräkningen 2001 hade North Uist 1 657 invånare.

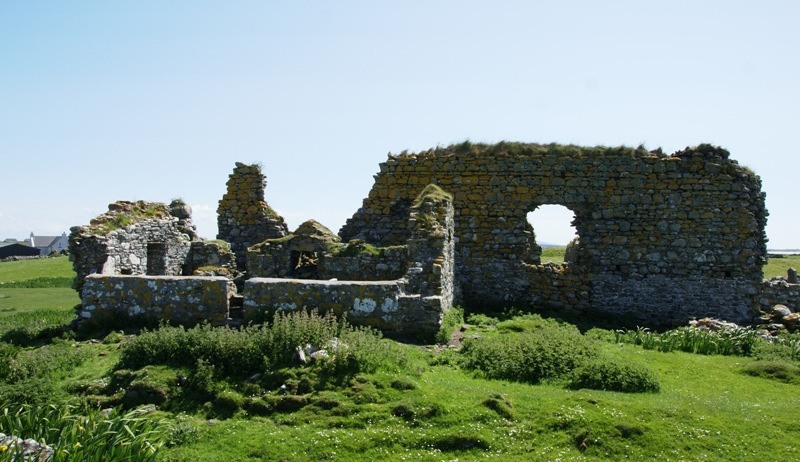
Ruin efter kyrkan Teampull na Trionaid